# Neubau
Neubau este cartier al Vienei.

## Politică

### Primar
Primarul cartierul este Thomas Blimlinger din partea Verzilor.

### Consiliu Cartiere
- Verzii 18
- SPÖ 12
- ÖVP 7
- FPÖ 3

1. ↑   https://www.wien.gv.at/bezirke/neubau/ Lipsește sau este vid: |title= (ajutor)